# 12.º Congresso Nacional do Partido Comunista da China
O Décimo Segundo Congresso Nacional do Partido Comunista da China foi realizado de 1 a 11 de setembro de 1982. Nesse congresso, o caminho da modernização através do socialismo foi devidamente traçado. O congresso coincidiu com o momento em que Deng Xiaoping era o presidente da Comissão Consultiva Central.

## Discussão
Após a luta contra a Grande Revolução Cultural Proletária realizada pelo congresso anterior, o 12º congresso tratou de estabelecer o caminho para a modernização socialista do país, propondo a união de todo o povo e de todas as etnias com o objetivo de modernizar a indústria, agricultura, defesa nacional, ciência e tecnologia para fazer da China um país culturalmente e ideologicamente avançado e altamente democrático.
Do ponto de vista da economia, o congresso estabeleceu como objetivo quadruplicar a produção da indústria e da agricultura até o fim do século, o que significa saltar de 710 bilhões em 1980 para 2,8 trilhões de yuan até 2000.
O discurso de abertura foi feito por Deng Xiaoping e Hu Yaobang fez um relatório em nome do 11º Comitê Central, Ye Jianying e Chen Yun discursaram a respeito da cooperação do processo de substituição entre oficiais juniores e seniores e Li Xiannian fez o discurso de encerramento. Foi nesse congresso que Deng Xiaoping apresentou a ideia de um socialismo com características chinesas.

## Eleitos

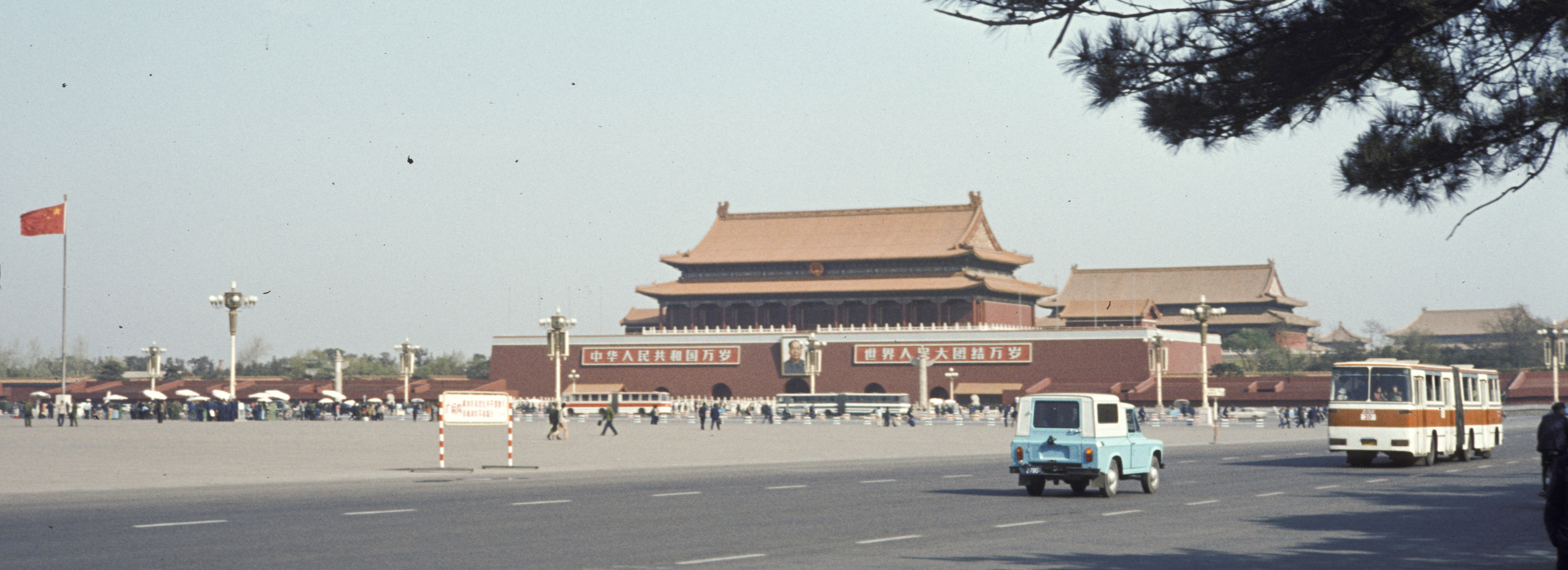
A Praça da Paz Celestial em 1982

O congresso elegeu um novo Comitê Central composta de 210 membros e 138 suplentes, uma Comissão Consultiva Central composta por 172 membros e uma Comissão Central de Inspeção Disciplinar composta por 132 membros. Também foram eleitos Hu Yaobang, Ye Jianying, Deng Xiaoping, Zhao Ziyang, Li Xiannian e Chen Yun para o Comitê Permanente do Politburo do Partido Comunista da China na Primeira Sessão Plenária do 12º Comitê Central, com Hu Yaobang eleito como secretário-geral. Deng Xiaoping foi nomeado presidente da Comissão Militar Central e da Comissão Consultiva Central, e Chen Yun foi nomeado primeiro secretário Comissão Central de Inspeção Disciplinar.